# Éloi Tassin
Éloi Tassin (Vay, 6 de junio de 1912-las Sables de Olonne, 17 de agosto de 1977) fue un ciclista francés que fue profesional entre 1938 y 1951 y el 1956. De entre las victorias que consiguió destaca el Campeonato de Francia en ruta de 1945 y dos etapas del Tour de Francia.

## Palmarés
- 1939
  - 1.º en el Circuito del Indre
  - Vencedor de una etapa del Tour de Francia
- 1945
  - Campeón de Francia en ruta 
  - 1.º en el GP Ouest France-Plouay
  - 1.º en la París-Limoges
  - 1.º en el Gran Premio de las Naciones
  - 1.º en la Manche-Océan
- 1947
  - 1.º en el Gran Premio Yverdon
  - Vencedor de una etapa del Tour de Francia
- 1948
  - 1.º en el GP Ouest France-Plouay
  - 1.º en el Gran Premio de Argel
- 1949
  - 1.º en la París-Montceau las Minas

### Resultados en el Tour de Francia
- 1938. Abandona (9.ª etapa)
- 1939. 32.º de la clasificación general y vencedor de una etapa
- 1947. 37.º de la clasificación general y vencedor de una etapa
- 1948. Abandona (3.ª etapa)
- 1949. Abandona (4.ª etapa)